# Pilosocereus gounellei
Pilosocereus gounellei là một loài thực vật có hoa trong họ Cactaceae. Loài này được (F.A.C.Weber ex K.Schum.) Byles & G.D.Rowley miêu tả khoa học đầu tiên năm 1957.

## Hình ảnh

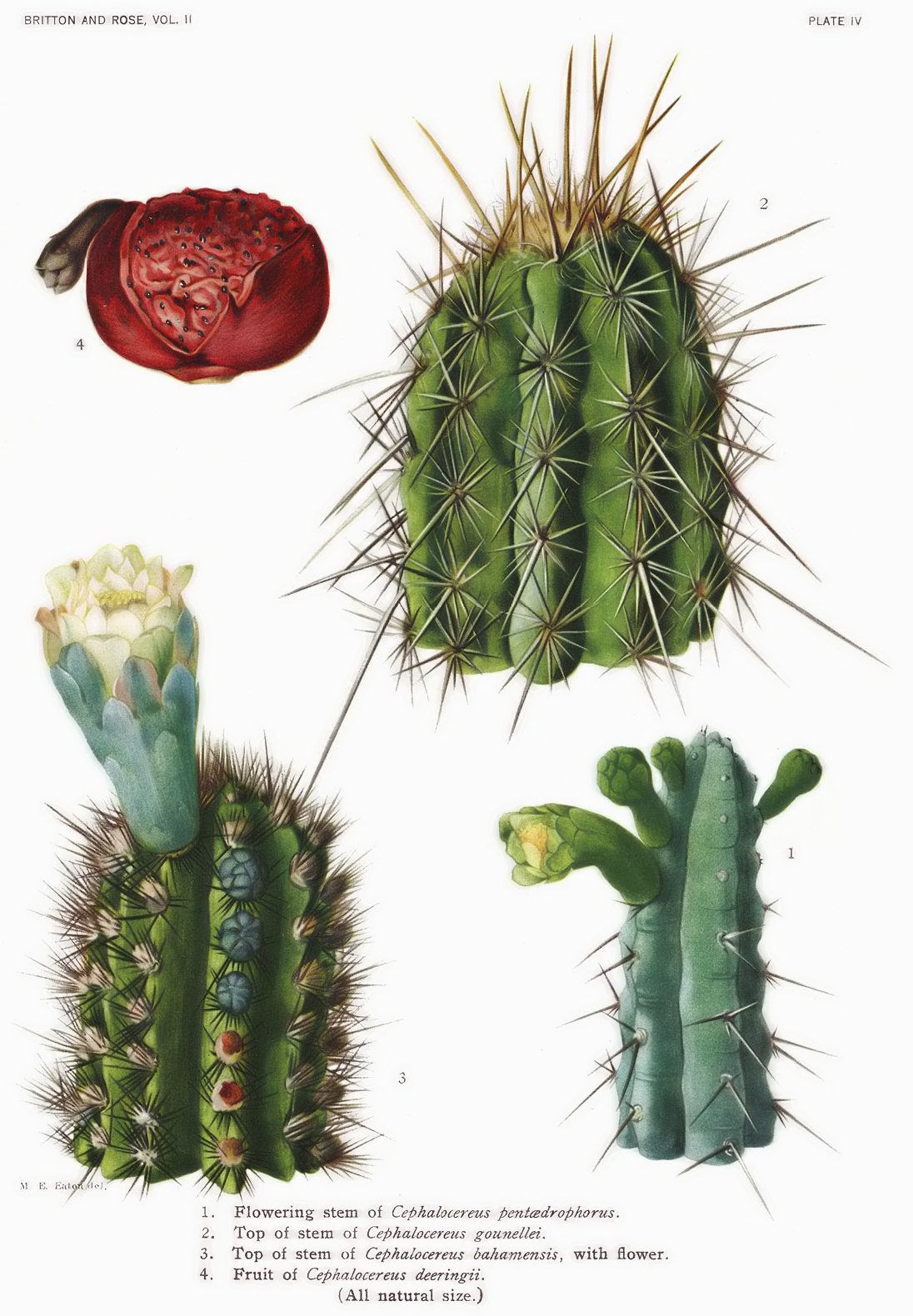